# ジョー・ララ
ジョー・ララ（Joe Lara, 本名：William Joseph Lara、1962年10月2日 - 2021年5月29日）は、アメリカ合衆国の俳優、ミュージシャン。

## 生涯
サンディエゴ出身。主にテレビ映画に多く出演、特に『ターザンシリーズ』の主人公ターザン役で知られたほか、B級アクション映画やテレビ映画に主役や悪役で出演した。2000年代からはカントリー・ミュージックのミュージシャンとして活動していた。
2021年5月29日、テネシー州ラザフォード郡のスマーナ空港からフロリダ州パームビーチに小型飛行機で向かう途中、パーシープリースト湖に墜落、同乗していた妻グウェンも含め5名の搭乗者と共に死亡した。58歳。

## 主な出演作品
| 公開年    | 邦題 原題                                                       | 役名                   | 備考                             |
| --------- | --------------------------------------------------------------- | ---------------------- | -------------------------------- |
| 1989      | ターザン ニューヨークへ行く Tarzan in Manhattan                 | ターザン               | テレビ映画                       |
| 1992      | ミッドナイトヒート Sunset Heat                                  | トッド                 |                                  |
| 1992      | バイオドロイド/戦慄の魔獣海域 Danger Island                     | マット                 |                                  |
| 1993      | アメリカン・サイボーグ American Cyborg: Steel Warrior           | オースティン           |                                  |
| 1995      | ラスト・フロンティア/失われた聖地 Steel Frontier                | ユマ                   | ビデオ映画                       |
| 1995      | ホログラムマン Hologram Man                                     | デコダ                 | ビデオ映画                       |
| 1995      | カウントダウン Human Timebomb                                   | プライス               | ビデオ映画                       |
| 1995      | ファイナル・コンタクト Final Equinox                            | ルガー                 |                                  |
| 1996      | ジャッジメント・デイ Warhead                                    | クラフト将軍           |                                  |
| 1996      | ターザン・リターンズ Tarzan: The Epic Adventures                | ターザン               | テレビ映画                       |
| 1996-2000 | ターザンの大冒険 Tarzan: The Epic Adventures                    | ターザン               | テレビドラマ、主演・22エピソード |
| 1997      | オペレーション・デルタフォース Operation Delta Force            | ヨハン・ナッシュ       | テレビ映画                       |
| 1998      | 新レッドブル Armstrong                                          | ポニーテール           |                                  |
| 1999      | 人質奪還/ペルー日本大使公邸占拠127日 Lima: Breaking the Silence | ヴィクター             |                                  |
| 1999      | ブリザード・ウォー Operation Delta Force 4: Deep Fault          | マッキニー             |                                  |
| 2000      | ネイビー・シールズ2000 Strike Zone                              | ダンク・スティーヴンス | ビデオ映画                       |
| 2000      | ドゥームズデイヤー Doomsdayer                                   | ジャック・ローガン     |                                  |